# Liên Hòa, Quảng Ninh
Liên Hòa là một phường thuộc tỉnh Quảng Ninh, Việt Nam.
Xã Liên Hòa có diện tích 35,89 km², dân số năm 1999 là 7969 người, mật độ dân số đạt 222 người/km².
Đây là địa phương có dự án Đường cao tốc Hải Phòng – Hạ Long – Vân Đồn – Móng Cái đi qua.